# Артатама I
Артатама І (можливо з санскрит. rta-dhâman «той, хто перебуває в храмі закону» ) — цар хуритського царства Мітанні (бл. 1410 — 1400 до.н. е.).
Небагато відомо про нього так, як не залишив жодних письмових згадок. До нього відноситься інформація в листах з Амарни, де сказано той, який встановив перемир'я з Єгиптом. Завдяки шлюбу своєї дочки з фараоном Тутмосом IV, мав союз з Єгиптом проти хеттів. За його дочку вважається Мутемвія, дружина Тутмоса IV, а їх сином вважається Аменхотеп III, однак багато дослідників не погоджуються з цим.
| Попередник | Цар Мітанні              | Наступник   |
| ---------- | ------------------------ | ----------- |
| Шауштатар  | бл. 1410 — 1400 до н. е. | Шуттарна II |

## Сучасники Артатами I (1410–1400рр. до н.е.) царя Мітанні
| Єгипет                        | Ассирія                              | Хетти                    |
| ----------------------------- | ------------------------------------ | ------------------------ |
| Тутмос IV (1412–1405(02))     | Ашшур-рим-нишешу (1410–1403(02))     | Хаттусілі II (1420–1400) |
| Аменхотеп ІІІ (1405(02)—1367) | Ашшур-наддін-аххе II (1403(02)—1392) | Тудхалія III (1400–1380) |
|                               |                                      |                          |